# Grant Mason
Grant Mason (født 18. august 1983) er en tidligere amerikansk fodbold-spiller fra USA, der spillede to sæsoner i NFL-ligaen, hvor han repræsenterede Pittsburgh Steelers. Han spillede positionen cornerback.